# Pavillon du Mexique (Séville)
Le Pavillon du Mexique construit pour l'Exposition ibéro-américaine de 1929 se trouve dans la Promenade des Délices, à Séville. Il sert de siège à l'Université de Séville, avec également le Pavillon du Brésil.

## Histoire
Le terrain a été cédé en 1926. Les travaux ont débuté en 1927 et ont été achevés en août 1928, bien qu'il y ait eu quelques changements dans son intérieur. L'édifice comporte des éléments des cultures mayas et toltèques. Le bâtiment a, en plus, une cour sur l'arrière avec une fontaine, aussi avec des motifs mayas-toltèques.

## Galerie d'images

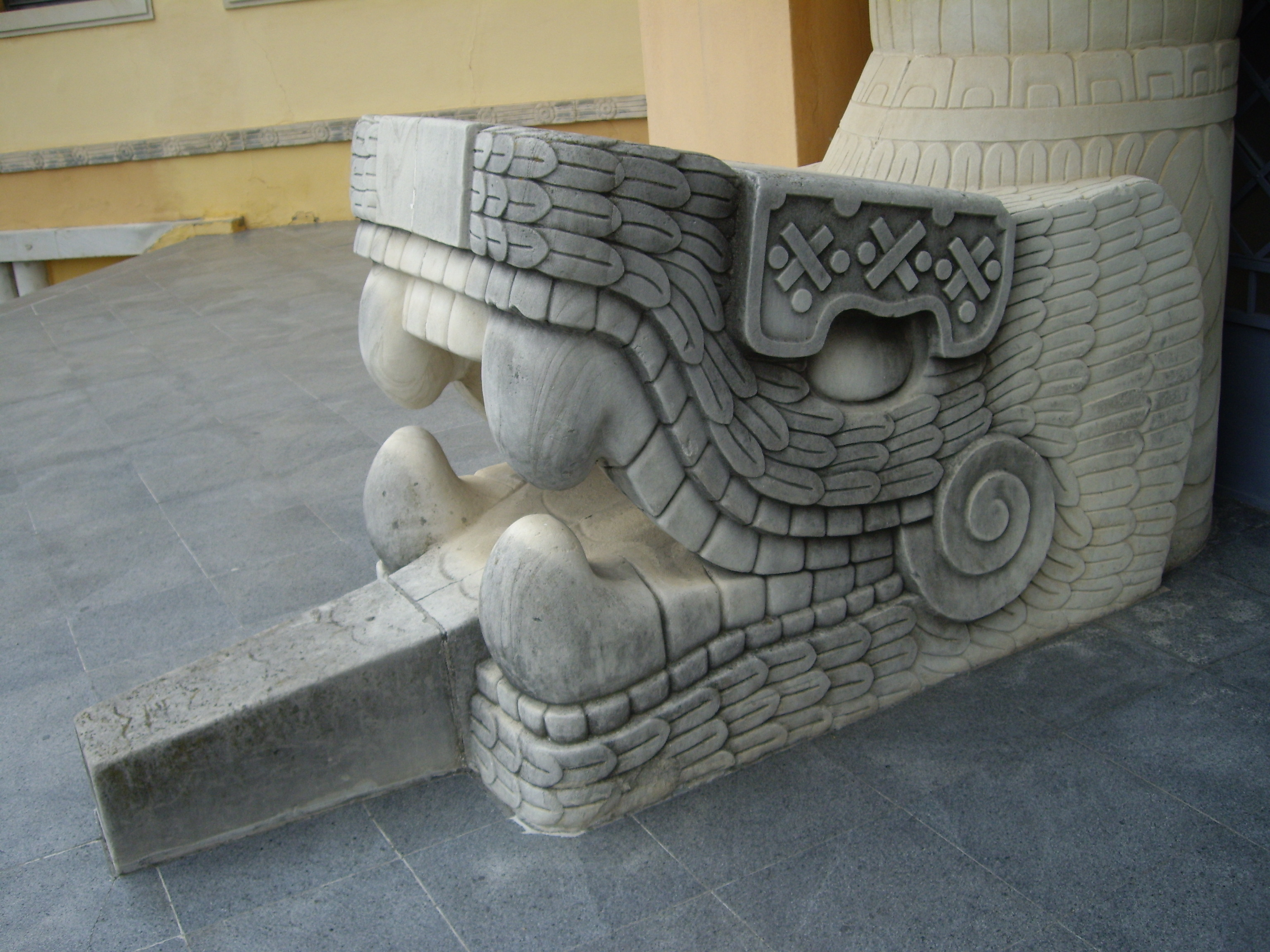
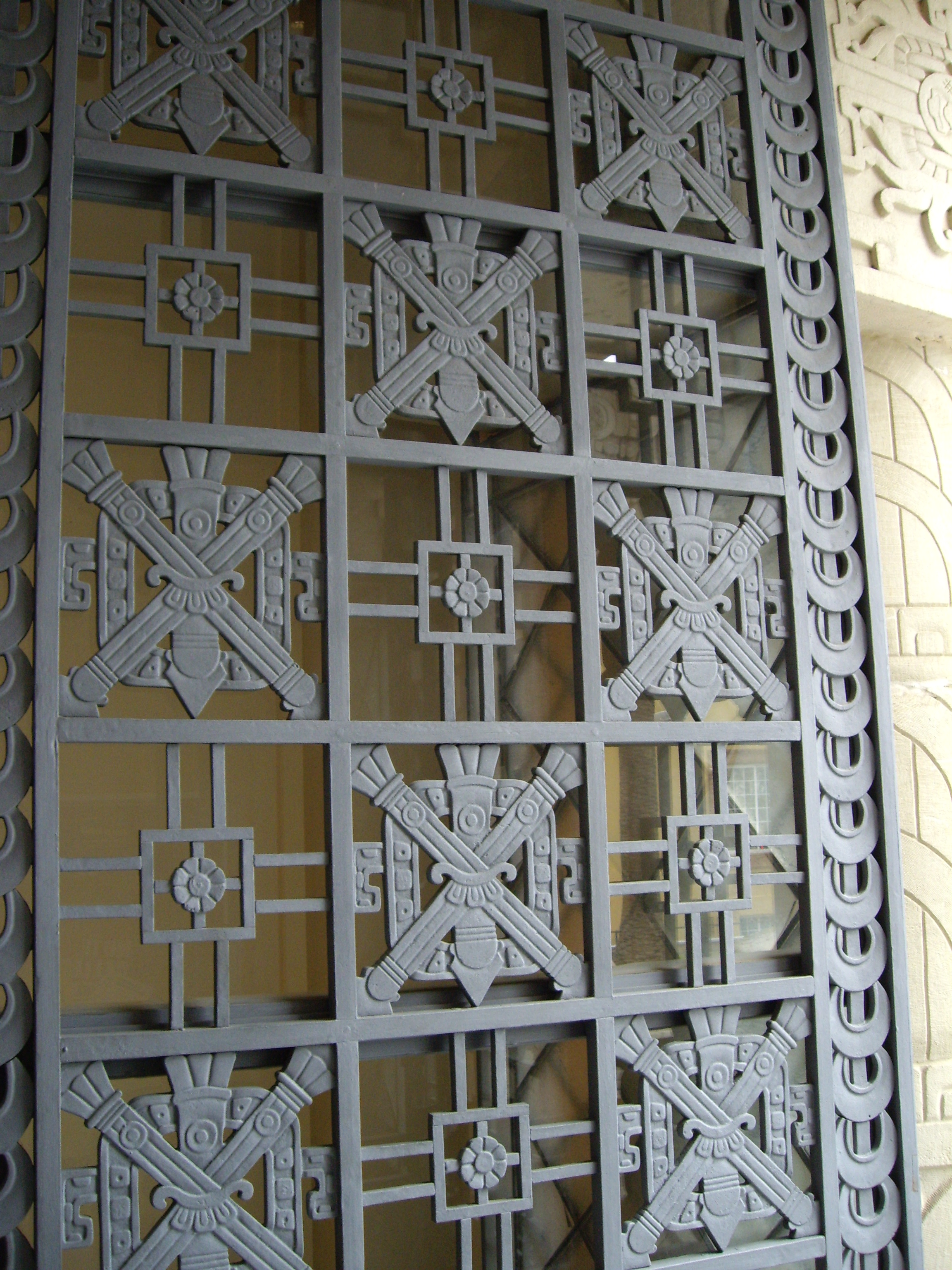